# Sivritepe, Ömerli
Sivritepe là một xã thuộc huyện Ömerli, tỉnh Mardin, Thổ Nhĩ Kỳ. Dân số thời điểm năm 2010 là 89 người.